# آلاسدایر گری
آلاسدایر جیمز گری (Alasdair James Gray) (زادهٔ ۲۸ دسامبر ۱۹۳۴ – درگذشتهٔ ۲۹ دسامبر ۲۰۱۹)، یک نویسنده و هنرمند اهل اسکاتلند بود. نخستین رمان وی، لانارک (۱۹۸۱) به عنوان نقطه آغاز ادبیات داستانی اسکاتلندی پنداشته می‌شود. او رمان‌ها، داستان‌های کوتاه، نمایش‌ها، شعر و ترجمه‌های از خود منتشر نموده و در مورد سیاست، تاریخ انگلستان و ادبیات اسکاتس نوشت. کارهای ادبیات داستانی وی ترکیبی از واقع‌گرایی، خیال پردازی و عملی-خیالی با استفاده از تایپوگرافی و نگاره‌های منحصر به فرد وی بوده و برنده چندین جایزه شده است.
وی از ۱۹۵۲ تا ۱۹۵۷ میلادی در مدرسه هنر گلاسگو آموزش دید. علاوه بر نگاره‌های نقاشی شده در کتاب‌هایش، او تصاویر و نقاشی‌های دیواری را نیز نقاشی کرده‌است، از جمله یکی در جاده اوران مور و یکی در ایستگاه قطار هیل‌هید. کارهای هنری وی به‌طور گسترده به نمایش گذاشته شده و در چندین کلکسیون مهم وجود دارد. قبل از نشر رمان لانارک، او نمایش‌های را تولید کرد که در رادیو و تلویزیون به نمایش گذاشته می‌شد.
سبک نوشتاری وی سبک پسا مدرن بوده و با آثار فرانتس کافکا، جرج اورول، خورخه لوئیس بورخس و ایتالو کالینو مقایسه گردیده‌است. این آثار اغلب حاوی تعداد زیادی از پا ورقی‌های بوده و کارهای که روی آن الهام گذاشته‌است را تشریح می‌کند. کتاب‌های الهام بخش بسیاری از نویسندگان جوان اسکاتلندی بوده‌است، از جمله اورین ویلش، آلان وارنر، ای.ال. کنیدی، جینیس گالووی، کریس کیلسو و یان بنکس. او از ۱۹۷۷ تا ۱۹۷۹ میلادی به عنوان نویسندهِ موقت-مقیم در دانشگاه گلاسگو و از ۲۰۰۱ تا ۲۰۰۳ میلادی به عنوان پرفیسور نویسندگی خلاقانه در دانشگاه‌های گلاسگو و استرثکلاید کار کرد.
گری یک ملی‌گرا و جمهوری‌خواه اسکاتلندی بوده و در حمایت از سوسیالیسم و استقلال اسکاتلند نوشت. او تقریظِ «طوری کار کنید که گویا در روزهای آغازین یک ملت بهتر قرار دارید» (برگرفته شده از شعر شاعر کانادایی، دینیس لی) را مشهور ساخت، کتیبه‌ای که در دیوار کانوگریت ساختمان پارلمان اسکاتلند در ادینبرگ، پس از باز شدن آن در ۲۰۰۴ میلادی، حکاکی شد. او تقریباً تمام زندگی خود را در گلاسگو گذراند، دوبار ازدواج کرد و یک پسر داشت. هنگام مرگ وی، روزنامه گاردین از او به عنوان «پدر رنسانس ادبیات و هنر اسکاتلند» یادآوری کرد.

## اوایل زندگی
پدر گری، الکساندر در جنگ جهانی اول مجروح شده بود. او برای چندین سال در کارخانه تولید جعبه کار می‌کرد، اغلب به قدم زدن در تپه می‌رفت و یکی از بنیان‌گذاران انجمن خواب‌گاه‌های جوانان اسکاتلند بود. مادر گری، امی (نام خانوادگی هنگام تولد، فلیمنگ) نام داشت و خانواده‌اش به‌خاطر این‌که پدر وی در انگلستان در فهرست سیاه اعضای اتحادیه صنفی قرار داده شده بود، از لینکلن‌شر به اسکاتلند نقل مکان کرده بودند. او در یک انبار لباس کار می‌کرد. آلسدایر در ۲۸ دسامبر ۱۹۳۴ در ریدری که در شمال شرق گلاسگو واقع شده‌است، چشم به جهان گشود؛ خواهر وی به‌نام مورا دو سال بعد متولد شد. در جریان جنگ جهانی دوم، گری به آکتراردر در پرتشر و استون‌هاوس در لانارکشر تخلیه شد. از ۱۹۴۲ تا ۱۹۴۵ میلادی، خانواده وی در وتربی، یورک‌شر زندگی می‌کردند، جای که پدر وی مسئول پیشبرد خواب‌گاهی برای کارگران کارخانه مهمات سلطنتی تورپ آرچ بود.
گری به‌طور مکرر به کتابخانه عمومی سر می‌زد؛ او از داستان‌های وینی-د-پو و مجله‌های کمدی چون بیانو و داندی لذت می‌برد. ادگار آلن پو، بعدها به یک شخصیت فوق‌العاده تأثیرگذار در زندگی گری جوان مبدل شد. خانواده او در یک خانه دولتی در ریدری زندگی می‌کردند و در مدرسه متوسطه وایت‌هیل درس خواند، جای که او به عنوان ویراستار مجله مدرسه گماشته شده و جوایزی فراونی را در هنر و زبان انگلیسی برنده شد. گری، زمانی که یازده سال داشت در یکی از برنامه‌های رادیویی بی‌بی‌سی برای کودکان ظاهر شده و حکایت‌های ایروپ را می‌خواند، او هنگامی که نوجوان بود، شروع به نوشتن داستان‌های کوتاه کرد. زمانی که او هجده سال داشت، مادرش بر اثر بیماری سرطان درگذشت؛ در همان سال او وارد دانشکده هنر گلاسگو شد. هنگامی که او دانشجو هنرها بود، چیزی را شروع کرد که بعدها به نخستین رمان وی یعنی لانارک مبدل شد و در اصل نام این رمان، تصویر یک هنرمند جوان اسکاتلندی، بود. او نخستین کتاب خود را در ۱۹۶۳ میلادی تکمیل کرد؛ این کتاب توسط نهاد ادبی کرتیس براون رد شد؛ این کتاب در اول قرار بود به عنوان نسخه تصویری از هنرمند در ایام جوانی از گری به چاپ برسد.
در ۱۹۵۷ میلادی، گری با کسب مدرکی در رشته نقاشی و طراحی نقاشی دیواری از دانشکده هنر گلاسگو فارغ‌التحصیل شد. در همان سال او برنده بورسیه سفر بیلاهوستون شده و تصمیم داشت تا از این سفر به عنوان فرصتی برای نقاشی و دیدار از گاری‌های هنری اسپانیا استفاده کند. در پی یک حمله شدید آسم، او در بیمارستانی در جبل طارق بستری شده و پولش دزدی شد. گری از ۱۹۵۸–۱۹۶۲ میلادی به‌طور نیمه وقت در دانشگاه‌های به عنوان استاد هنر در لانارکشایر و گلاسگو به‌طور نیمه وقت کار کرد و از ۱۹۵۹–۱۹۶۰ میلادی به آموزش معلمی در کالج جوردانهیل پرداخت.

## زندگی شخصی
گری در ۱۹۶۰ میلادی با انج سورینسین که یک پرستار از دانمارک بود، ازدواج کرد. آن‌ها در ۱۹۶۳ صاحب فرزندی به‌نام اندرو شده و در ۱۹۶۹ میلادی از هم جدا شدند. رابطه هشت ساله وی با بیتسی گری که یک جواهر فروش دانمارکی بود، به‌خاطر این‌که آلسدایر بیش از حد می‌نوشید و نمی‌توانست از پسرش که در آن زمان با بیماری سرطان دسته و پنج نرم می‌کرد مراقبت نماید، خاتمه یافت، اما آن‌ها باهم دوست باقی ماندند. گری در ۱۹۹۱ میلادی با موراگ مک‌آلفاین ازدواج کرده و آن‌ها تا زمان مرگ گری در ۲۰۱۴ باهم بودند. او تمام زندگی جوانی خود را در گلاسگو گذراند.

## هنر تجسمی
پس از اتمام مدرسه هنر، گری به نقاشی آرایه‌ها در گلاسگو پویلیون و سیتیزن تئاترز مشغول شده و به عنوان یک هنرمند آزاد کار می‌کرد. نخستین نقاشی دیواری او به‌نام «دهشت‌های جنگ» برای انجمن دوستی اسکاتلند-اتحاد جماهیر شوروی سوسیالیستی در گلاسگو بود. در ۱۹۶۴ میلادی، شبکه بی‌بی‌سی یک فیلم مستند تحت عنوان زیر کلاه ایمنی، در مورد حرفه وی تا آن زمان ساخت. بیشتر نقاشی‌های دیواری وی از دست رفته‌است؛ نمونه‌های از نقاشی‌های دیواری وی که هنوز پابرجا است شامل یک نقاشی در رستوران یوبیکویتوس چِپ در انتهای غربی گلاسگو و یکی دیگر در ایستگاه قطار هیل‌هید می‌باشد. نقاشی دیواری وی (در همکاری با نیکول ویتلی) در سقف تالار سخنرانی مرکز هنری اوران مور در جاده بایریس، یکی از بزرگ‌ترین کارهای هنری در اسکاتلند است که نقاشی آن طی چندین سال تکمیل گردید. این نقاشی دیواری، آدم و حوا را در حال در آغوش گرفتن همدیگر در یک آسمان شب، همراه با افراد مدرن گلاسگو در جلوی تصویر، نشان می‌دهد.
گری از ۱۹۷۷ تا ۱۹۷۸ میلادی به عنوان «هنرمند ثبت کننده» گلاسگو در موزه کاخ مردمی کار کرد و هزینه آن تحت برنامه‌ای که از جانب حکومت کارگر تنظیم شده بود، پرداخت می‌شد. او صدها نقاشی از شهر، از جمله تصاویری از سیاست‌مداران، هنرمندان، مردمان عامه و محیط‌های کاری با کارگران، تولید نمود. این تصاویر حالا در کلکسیونی در موزه و نگارخانه کلوینگروو نگهداری می‌شوند.
نقاشی‌ها و تصویرهای چاپی وی در کلوینگروو، موزه ویکتوریا و آلبرت، کتابخانه ملی اسکاتلند، موزه هانترین، کلکسیون شورای هنری انگلستان و در موزه کنجکاوی، هنرهای زیبا و تاریخ طبیعی ویکتور ویند نگهداری می‌شوند. در ۲۰۱۴–۲۰۱۵ میلادی، گری یک نمایشگاه بزرگ بازنگری آثار را در کلوینگروو برگزار کرد؛ بیش از ۱۵٬۰۰۰ نفر از این نمایشگاه که آلسدایر گری: از شخصی تا جهانی، نام‌گذاری شده بود، دیدار نمودند.

## ارجاعات
1. ↑  Glass (2012), pp. 17–18.
2. ↑  Crawford & Nairn (1991), p. 10.
3. ↑  Glass (2012), p. 17.
4. ↑  Campbell, James (29 December 2019). "Alasdair Gray obituary". The Guardian. Retrieved 29 December 2019.
5. ↑  Cameron, Lucinda (29 December 2019). "Alasdair Gray's creative talents spanned the arts". Belfast Telegraph. Retrieved 6 January 2020.
6. ↑  "Gray's Abbreviated Curriculum Vitae". Alasdair Gray. Archived from the original on 20 November 2019. Retrieved 30 December 2019.
7. ↑  Glass (2012), p. 18.
8. ↑  Gray, Alasdair (17 November 2012). "Alasdair Gray explains how his love of fable never left him as he grew up". The Scotsman. Retrieved 6 January 2020.
9. ↑  Glass (2012), p. 20.
10. ↑  "Alasdair Gray". BBC Two - Writing Scotland. Retrieved 6 January 2020.
11. ↑  Glass (2012), p. 45.
12. ↑  Taylor, Alan (29 December 2019). "Obituary: Alasdair Gray, writer and artist". The Herald. Retrieved 6 January 2020.
13. ↑  Glass (2012), p. 31.
14. ↑  Stivers, Valerie (2016). "Alasdair Gray, The Art of Fiction No. 232". The Paris Review. No. 219. Retrieved 12 January 2020.
15. ↑  "Alasdair Gray: Poet". Scottish Poetry Library. Retrieved 9 January 2020.
16. 1 2  Crawford & Nairn (1991), p. 13.
17. ↑  Glass (2012), p. 70.
18. ↑  Sansom, Ian (19 September 2008). "Review: Alasdair Gray by Rodge Glass". The Guardian. Retrieved 6 January 2020.
19. ↑  Glass (2012), pp. 111-113.
20. ↑  Miller, Phil (21 May 2014). "Private funeral for wife of author Gray". The Herald. Retrieved 21 May 2014.
21. ↑  Glass, Rodge (28 June 2018). "Introduction to Alasdair Gray Exhibition 'Paintings, Drawings & Notebooks' at the Viktor Wynd Museum of Curiosities, London, June 2018-January 2019". Archived from the original on 3 December 2021. Retrieved 12 January 2020.
22. ↑  "Alasdair (James) Gray Biography - Alasdair Gray comments". biography.jrank.org. Retrieved 6 January 2020.
23. ↑  "Under the Helmet". BBC. Archived from the original on 22 January 2015. Retrieved 25 November 2017.
24. ↑  Fleischer, Evan (26 August 2015). "How Alasdair Gray Reimagined Glasgow". New Yorker. Archived from the original on 20 September 2017. Retrieved 6 January 2020.
25. ↑  Ferguson, Brian (19 May 2013). "Alasdair Gray puts Mor of us in the picture". The Scotsman. Retrieved 6 January 2020.
26. ↑  Davies-Cole, Andrew (22 October 2009). "Gray's anatomy of the bigger picture". The Herald. Archived from the original on 20 June 2014. Retrieved 21 May 2014.
27. ↑  Gray (2010), pp. 172–198.

## کتابشناسی
- Bernstein, Stephen (1999). Alasdair Gray. Cranbury, New Jersey, United States: Bucknell University Press. ISBN 978-0-8387-5414-6.
- Böhnke, Dietmar (2004). Shades of Gray: science fiction, history and the problem of postmodernism in the work of Alasdair Gray. Berlin, Germany: Galda & Wilch. ISBN 978-3-931397-54-8.
- Caroti, Simone (2018). The Culture Series of Iain M. Banks: A Critical Introduction. Jefferson, North Carolina, United States: McFarland. ISBN 978-1-4766-2040-4.
- Cooney, Frank; Sheerin, David; Hughes, Gary (2016). Higher Modern Studies for CfE: Democracy in Scotland and the UK. London: Hodder Education. ISBN 978-1-5104-0370-3.
- Crawford, Robert; Nairn, Thom, eds. (1991). The Arts of Alasdair Gray. Edinburgh: Edinburgh University Press. ISBN 978-0-7486-0294-0.
- Glass, Rodge (2012). Alasdair Gray: A Secretary's Biography. London: Bloomsbury. ISBN 978-1-4088-3335-3.
- Goldie, David (2015). "Scottish Fiction".  In James, David (ed.). The Cambridge Companion to British Fiction, 1945-2010. Cambridge: Cambridge University Press. ISBN 978-1-107-04023-6.
- Gray, Alasdair (1981). Lanark: A Life in Four Books. Edinburgh: Canongate. ISBN 978-1-84767-374-9.
- Gray, Alasdair (2005). The Ends of Our Tethers. Edinburgh: Canongate. ISBN 978-1-84195-626-8.
- Gray, Alasdair (2010). A Life In Pictures. Edinburgh: Canongate. ISBN 978-1-84767-962-8.
- Macwhirter, Iain (2014). Disunited Kingdom: How Westminster Won A Referendum But Lost Scotland. Glasgow: Cargo Publishing. ISBN 978-1-908885-27-2.
- Moores, Phil; Cunningham, A. E. (2002). Alasdair Gray: Critical Appreciations and a Bibliography. London: British Library. ISBN 978-0-7123-1129-8.
- Platt, Len; Upstone, Sara, eds. (2015). Postmodern Literature and Race. Cambridge: Cambridge University Press. ISBN 978-1-107-04248-3.
- Williamson, Kevin (2009). "Language and culture in a rediscovered Scotland" (PDF).  In Perryman, Mark (ed.). Breaking up Britain: Four Nations after a Union. London: Lawrence & Wishart. pp. 53–67. ISBN 978-1-905007-96-7. Archived (PDF) from the original on 21 February 2011.